# منوچهر احمدی
منوچهر احمدی (زادهٔ ۱۳۲۵ تهران – ۲۱ شهریور ۱۴۰۱) هنرپیشه ایرانی بود. وی فعالیت سینمایی را سال ۱۳۴۶ به عنوان بازیگر فیلم «مردی از اصفهان» به کارگردانی امیر شروان آغاز کرد. از دیگر فعالیت‌های او می‌توان به بازی در نمایش و مجموعه‌های تلویزیونی نیز اشاره کرد. وی که از سالها پیش به آمریکا مهاجرت کرده بود روز ۲۱ شهریور ۱۴۰۱ بر اثر سکته قلبی در بی‌خبری کامل رسانه‌ها درگذشت.

## بازیگری
- عشق طاهر (۱۳۷۸)
- بلوغ (۱۳۷۷)
- شمر (۱۳۵۹)

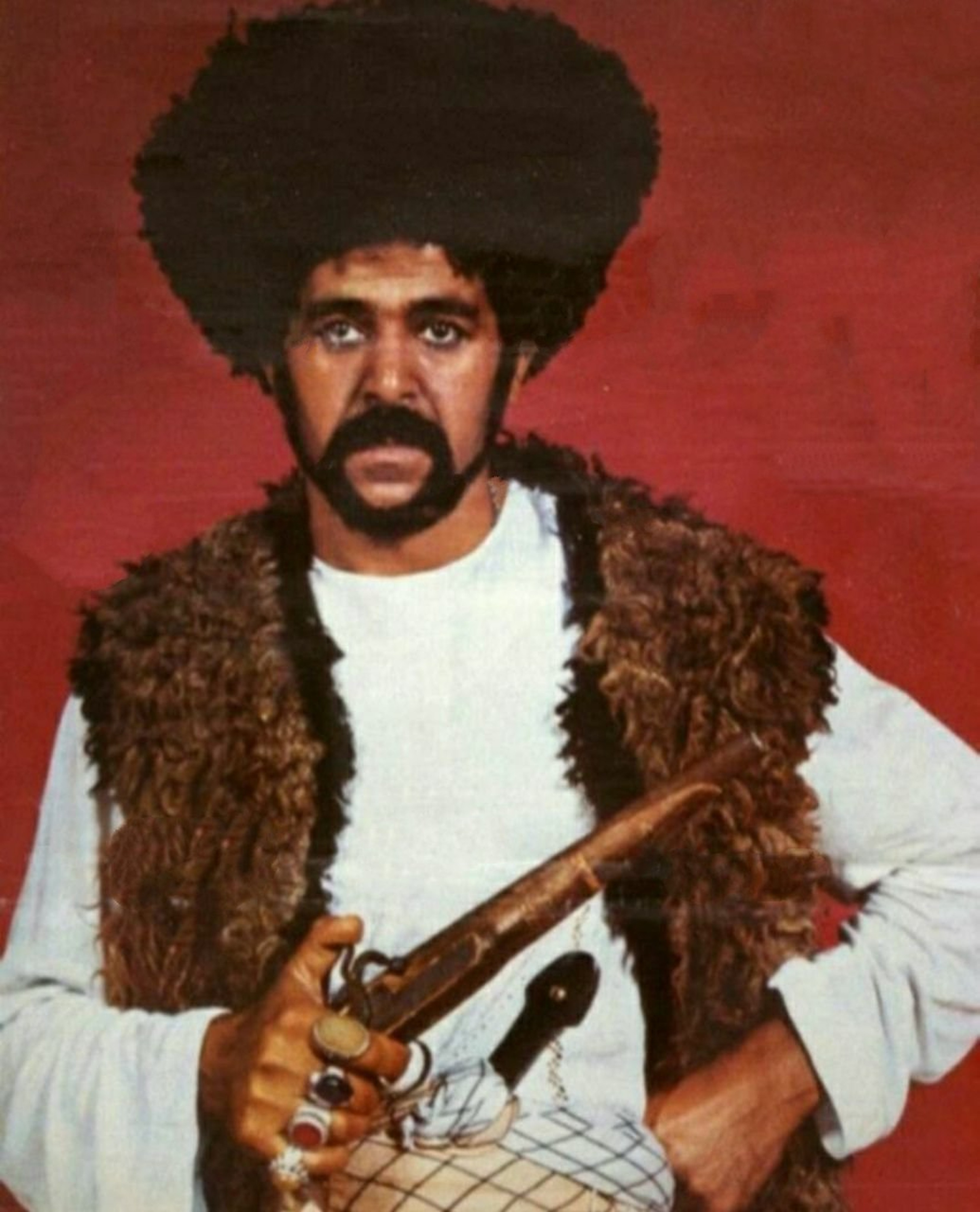
آتش بدون دود

- موج طوفان (۱۳۵۹) (به علاوه کارگردانی، نویسندگی، تهیه کنندگی، شعر، چهره پردازی، مدیر تدارکات)
- قصه خیابان دراز (۱۳۵۷)
- مریم و مانی (۱۳۵۷) مدیر تدارکات
- این گروه محکومین (۱۳۵۶)
- مرثیه (۱۳۵۶)
- میراث (۱۳۵۵)
- صدای صحرا (۱۳۵۴)
- آتش بدون دود (۱۳۵۴–۱۳۵۳)[۱]
- خشم و خون (۱۳۵۳)
- خروس (۱۳۵۲)
- کیفر (۱۳۵۲)
- صادق کرده (۱۳۵۱)
- داش‌آکل (۱۳۵۰)
- حسن کچل (۱۳۴۹)
- پنجه آهنین (۱۳۴۷)
- چرخ بازیگر (۱۳۴۷)
- مرد بی‌ستاره (۱۳۴۶)
- مردی از اصفهان (۱۳۴۶)

## تدارکات
۱ - بهار (۱۳۶۴)